# Honguemare-Guenouville
 Honguemare-Guenouville  là một xã thuộc tỉnh Eure trong vùng Normandie miền bắc nước Pháp.